# Concours international de direction de Cadaqués
Le Concours international de direction de Cadaqués (en catalan Concurs Internacional de Direcció de Cadaqués), est un concours de musique classique pour de jeunes chefs d'orchestre organisé par l'Orchestre de Cadaqués, qui a lieu à Cadaqués (Alt Empordà).
Le concours a lieu tous les deux ans et est organisé par l'Orchestre de Cadaqués. Le premier concours a été organisé en 1992 avec l'ambition de devenir une plateforme pour tous les jeunes chefs d'orchestre qui commencent leur carrière professionnelle. Le premier prix consiste en un prix en argent et des engagements pendant trois ans pour des concerts avec des orchestres tels que l'Orchestre philharmonique de la BBC, l'Orchestre de chambre de Vienne, DeFilharmonie, l'Orchestre symphonique de Bilbao (en), l'Orchestre symphonique de la radio-télévision espagnole, l'Orchestre national d'Espagne et l'Orchestre symphonique de Barcelone et national de la Catalogne. Les présidents du jury sont les chefs Guennadi Rojdestvenski et Sir Neville Marriner. Philippe Entremont, Jorma Panula, Alexander Rahbari (en), Adrian Leaper (en) et Gianandrea Noseda ont été membres du jury. Lors de chaque concours, un des morceaux imposés est une nouvelle composition. Xavier Montsalvatge, Cristóbal Halffter, Luis de Pablo, Joan Guinjoan et Leonardo Balada ont composé des pièces pour le concours.

## Prix international de direction de Cadaqués
Sont lauréats :
- 1992 : Premier prix : Charles Peebles ; Second prix : Alejandro Posadas.
- 1994 : Premier prix : Gianandrea Noseda ; Second prix : Christopher Gayford.
- 1996 : Premier prix : Achim Fiedler ; Second prix : Zsolt Hamar.
- 1998 : Premier prix : Gloria Isabel Ramos ; Second prix : non attribué.
- 2000 : Premier prix : non attribué ; Second prix : Christoph Müller.
- 2002 : Premier prix : Vasily Petrenko ; Second prix : Jonathan Pasternack.
- 2004 : Premier prix : non attribué ; Second prix : Hans Leenders.
- 2006 : Premier prix : Pablo González ; Second prix : Justin Doyle.
- 2008 : Premier prix : Michal Nestorowicz ; Second prix : Daniele Rustioni.
- 2010 : Premier prix : Andrew Gourlay ; Second prix : Domingo Garcia Hindoyan.
- 2013 : Premier prix : Lorenzo Viotti ; Second prix : Vlad Vizireanu.
- 2017[2] : Premier prix : Nuno Coehlo ; Second prix : Felix Mildenberger.

## Œuvres créées
- 1992 : Sortilegis de Xavier Montsalvatge
- 1994 : Daliniana de Cristóbal Halffter
- 1996 : Rostro de Luis de Pablo
- 1998 : Pantonal de Joan Guinjoan
- 2000 : Passacaglia de Leonardo Balada
- 2002 : Elephant Skin de Jesús Rueda
- 2004 : Movimiento de Jesús Torres
- 2006 : Tkakun de Ramon Lazkano
- 2008 : Cap de Quers de David del Puerto
- 2010 : Hekkan de José María Sánchez-Verdú
- 2013 : L'absència de Hèctor Parra
- 2017 : Tramuntana de Gabriel Erkoreka